# فلاویا الساندرا
فلاویا الساندرا مارتینز دا کوستا (زاده ۷ ژوئن ۱۹۷۴) یک هنرپیشه برزیلی است که بیشتر به خاطر ایفای نقش در فیلم‌های تلویزیونی، سریال‌های تلویزیونی و فیلم‌ها شناخته می‌شود. فلاویا الساندرا دختر یک معلم به نام راکل و یک فرمانده نیروی دریایی هلیو است. او کوچک‌ترین فرزند از سه برادرش در کنار کیلا و هلیو است. او در آرایال دو کابو، ایالت ریودوژانیرو به دنیا آمد.

## فیلم‌شناسی

### تلویزیون
| سال  | عنوان                  | نقش                               | یادداشت‌ها                             |
| ---- | ---------------------- | --------------------------------- | ------------------------------------- |
| ۱۹۸۹ | بهترین مدل             | تانیا                             |                                       |
| ۱۹۹۰ | مایکو پرتو             | فرانسیسکا                         |                                       |
| ۱۹۹۳ | سونهو مئو              | انیس                              |                                       |
| ۱۹۹۴ | پاتریا مینها           | کلاودی                            |                                       |
| ۱۹۹۵ | تاریخ عشق              | سونینیا                           |                                       |
| ۱۹۹۷ | یک اندومادا            | دورتی ویلیامز مکینزی              |                                       |
| ۱۹۹۸ | من هم می‌خواهم          | لیویا مایسیل                      | مخالف اصلی                            |
| ۲۰۰۰ | آکوآریلا دو برازیل     | بیترز                             |                                       |
| ۲۰۰۰ | شما تصمیم بگیرید       | خودش                              | قسمت: "الوجا-سِسِ یوما الیانس"          |
| ۲۰۰۱ | پورتو دو میلادگر       | لیویا پروینسا دی اسونسو / ایمانجا | نقش اصلی                              |
| ۲۰۰۲ | "او بیجوو دو خون آشام" | لیویا / پرنسس سیسیلیا             | نقش اصلی                              |
| ۲۰۰۴ | داکور دو پیکادو        | لینا                              | ظاهر خاص                              |
| ۲۰۰۴ | کارگا پیسادا           | کاتارینا                          | قسمت: "Vítimas do Silêncio"           |
| ۲۰۰۴ | لینا دیریتا            |                                   | قسمت: "جرم از برادران پونی"           |
| ۲۰۰۴ | سیتیو دو پیکاپو امارلو | برانکا فلور                       | ظاهر خاص                              |
| ۲۰۰۴ | یک دیاریست             | دیانا/سلوانا                      | قسمت‌ها: "سپراتونز" / "آکل دا امانت"   |
| ۲۰۰۵ | آلما گمیا              | کریستینا آویلا سابویا             | مخالف اصلی                            |
| ۲۰۰۶ | پی نجاکا               | وانساس فورتونا                    | نقش مشترک                             |
| ۲۰۰۶ | "منح نادا مول"         |                                   | قسمت: "اولا او کارناوالزتا ای، مردم!" |
| ۲۰۰۶ | اوس آمادورس            | کامیلا                            | ظاهر خاص                              |
| ۲۰۰۷ | دو کاراس               | الزیرا والنت (الزیرا)             |                                       |
| ۲۰۰۸ | کاسوس و آکاسوس         | گیلدا                             | قسمت: "او تست، او گاتو و او رد"       |
| ۲۰۰۸ | نادا ففا               | سولنج دا کنسیشن                   |                                       |
| ۲۰۰۹ | کاراس و بوکاس          | دافنه باستوس کونتی دا سیلوا       | نقش اصلی                              |
| ۲۰۱۰ | تی تی تی               | خودش                              | ظاهر خاص                              |
| ۲۰۱۱ | مورد و اسوپرا          | نومی گاسمان / نومی روبو           | نقش مشترک                             |
| ۲۰۱۲ | خورخ را سلام کن        | اریکا کاسترو                      | نقش مشترک                             |
| ۲۰۱۳ | ماوراء افق             | هلویسا بارسلو                     | نقش اصلی                              |
| ۲۰۱۶ | اینه "موندوبم"         | ساندرا سامپایو کارنیرو            | متضاد اصلی                            |

### فیلم
| سال  | عنوان                         | نقش                                |
| ---- | ----------------------------- | ---------------------------------- |
| ۲۰۰۶ | وسط خیابان                    | مارسیا                             |
| ۲۰۰۶ | وحشی                          | بریجت (ترجمه صوتی پرتغالی)         |
| ۲۰۰۷ | مردی که شیطان را به چالش کشید | مادر پانتانها                      |
| ۲۰۱۰ | وارونه                        | دانیله                             |
| ۲۰۱۱ | نگران نباش هیچی درست نمیشه    | فلور                               |
| ۲۰۱۳ | نلسون نینگوئم                 | سیندی لاو                          |
| ۲۰۱۸ | باور نکردنی‌ها ۲               | Evelyn Deavor (ترجمه صوتی پرتغالی) |
| ۲۰۲۲ | قرمز شدن                      | مینگ لی (ترجمه صوتی پرتغالی)       |